# Mallièvre
Mallièvre är en kommun i departementet Vendée i regionen Pays de la Loire i västra Frankrike. Kommunen ligger i kantonen Mortagne-sur-Sèvre som tillhör arrondissementet La Roche-sur-Yon. År 2022 hade Mallièvre 240 invånare.

## Befolkningsutveckling
Antalet invånare i kommunen Mallièvre
| Referens: INSEE |